# فيليب دي باكر
فيليب دي باكر هو مسؤول وسياسي بلجيكي، ولد في 4 ديسمبر 1978 في Ekeren ‏ في بلجيكا. نشط حزبياً في Open Flemish Liberals and Democrats ‏. في انتخابات البرلمان الأوروبي 2014، انتخب عضو في البرلمان الأوروبي عن دائرة المجمع الانتخابي الناطق بالهولندية ‏ لترشحه ضمن قائمة Open Flemish Liberals and Democrats ‏، وقد انضم خلال فترته النيابية (1 يوليو 2014 – 2 مايو 2016) للكتلة البرلمانية مجموعة تحالف الليبراليون والديمقراطيون من أجل أوروبا ‏ وانتخب عضو في البرلمان الأوروبي عن دائرة المجمع الانتخابي الناطق بالهولندية ‏ لترشحه ضمن قائمة Open Flemish Liberals and Democrats ‏، وقد انضم خلال فترته النيابية (7 سبتمبر 2011 – 30 يونيو 2014) للكتلة البرلمانية مجموعة تحالف الليبراليون والديمقراطيون من أجل أوروبا ‏.

## وصلات خارجية
- الموقع الرسمي